# Thor Able III
Thor Able III – amerykańska trójstopniowa rakieta nośna produkowana przez firmę Douglas Aircraft Company. Była modyfikacją rakiety Thor Able. Różniła się od niej ulepszonym, bliżej niezidentyfikowanym silnikiem 2. członu i obecnością 3. stopnia na paliwo stałe. Startowała tylko jeden raz.

## Chronologia
1. 7 sierpnia 1959, 14:24:20 GMT; s/n 134; miejsce startu: Przylądek Canaveral (LC17A), USA
Ładunek: Explorer 6; Uwagi: start udany